# František Kabelák
František Kabelák (8. listopadu 1902 Vídeň – 5. září 1969) byl český hermetik, mág a kabalista. Podílel se na činnosti pražské společnosti Universalia. Napsal velmi rozsáhlé literární dílo, jehož značná část je dnes ztracena.
Občas uváděné datum jeho smrti 13. srpna 1969 není správné.

## Život
Narodil se ve Vídni, kde maturoval a kde se stal členem spolku Magikon. Později cestoval po Evropě, Středním Východě a Africe, kde onemocněl malárií, jejíž následky si nesl celý život. Byl polyglotem, mluvil německy, anglicky, hebrejsky, arabsky, francouzsky, polsky, ovládal i jidiš, koptštinu a latinu. V Palestině se setkal s kabalou, které zcela propadl. Nakonec se usadil v Praze, kde se 23. listopadu 1936 oženil se Zdeňkou Lacinovou, s níž měl dva syny a dceru. Místo rodiny se ale hlavně zabýval kabalou a magií. Stýkal se například s Jiřím Arvédem Smíchovským. Stal se členem pražské hermetické společnosti Universalia, veřejně přednášel a publikoval. Před německou okupací českých zemí navštívil s dalším hermetikem Janem Keferem Edvarda Beneše a nabídli mu pomoc v podobě astrálních útoků proti Adolfu Hitlerovi, což prezident odmítl. Přesto se v letech 1938 až 1941 pod vedením Kefera uskutečnily minimálně tři takové pokusy.
Během německé okupace mu byla veřejná činnost zakázána a nacisté mu zabavili všechny knihy. Po válce žil nejdříve ve Vodné a poté v Bečově nad Teplou, sice se svou rodinou, ale už rozvedený. Stále se věnoval hlavně kabale a u města si postavil chatu, kde praktikoval magii. Pokoušel se i léčit lidi. Byl považován za podivína, ke konci života trpěl těžkou sklerózou a poruchami ledvin.

## Dílo
- Egejská mysteria ideje Krásy a jiné texty. Vodnář, Praha 2016. Ed. Lukáš Loužecký.
- Herbarium spirituale siderum I. – Teorie a prakse hermetického lékařství rostlinného. Eulis, Praha 1941.
- Herbarium spirituale siderum II. – Teorie a prakse hermetického lékařství rostlinného. Eulis, Praha 1941.
- Herbář hermetikův I–III. Vodnář, Praha 2011. Ed. Lukáš Loužecký.
- Charaktery a geniové dní. Čtvrtá kniha kabbalistických schémat. Patrně 1941.
- Charaktery a pantakly Luny. Druhá kniha kabbalistických schémat. Eulis, Praha 1940.
- Kabbalistické zasvěcení. I–III. Hermetická iniciace Universalismu na základě systému kabbalistického. Eulis, Praha 1938–1940. (2. vydání Horus, Brno 1995.)
- Kniha o jógu. Pojednání o filosofii indické psychurgie. Vodnář, Praha 2014. Ed. Lukáš Loužecký.
- Kniha tajemství velikého šemu. První kniha kabbalistických schémat. Eulis, Praha 1940. (2. vydání Horus, Brno 1998.)
- Magie I. Magia divina. S úvodními kapitolami k magii. Trigon, Praha 2006 (ve skutečnosti 2007). Ed. Lukáš Loužecký.
- [Magie I.] Magia nigrae. Eulis, Praha 1940. (2. vydání 1941; 3. vydání Horus, Brno 1941.)
- Magické charaktery zvířetníku. Třetí kniha kabbalistických schémat. Eulis, Praha 1941. (2. vydání Horus, Brno 1998.)
- Praktická spagyrie. Eulis, Praha 1940. (2. vydání Horus, Brno 1996.)

František Kabelák publikoval také celou řadu odborných článků v časopisech Logos a Medium. Jsou to například:
- Konstrukce magického zrcadla.
- Lidská duše podle učení kabbaly.
- Lidské rasy a arijská hermetická kultura.
- Magická koncentrace.
- Magie zvědná – a další.